# 시라키촌 (후쿠오카현)
시라키촌(白木村)은 후쿠오카현 야메군에 있던 촌이다. 현재의 야메시의 일부에 해당한다.